# Klostertal
La Klostertal è una valle alpina del Vorarlberg in Austria. Si dirama da Bludenz e si estende per circa 30 chilometri a est fino all'Arlberg e al confine con il Tirolo. La sua superficie è di 193,6 km².

## Geografia fisica

### Clima
Il clima della Klostertal è influenzato dal suo orientamento est-ovest e dal suo sbocco a ovest. I venti occidentali che entrano nella valle subiscono un effetto di sbarramento nella zona del massiccio dell'Arlberg, facendo sì che sia a tutti gli effetti uno spartiacque meteorologico e che dia alla Klostertal notevoli precipitazioni e abbondanza di neve.

### Fiumi
Il fiume Alfenz, che nasce a Stuben am Arlberg dall'unione dei torrenti Rauzbach e Stubenbach, scorre attraverso la Klostertal fino alla sua confluenza con l'Ill, tra Bludenz e Lorüns. I suoi numerosi affluenti lungo i fianchi della valle hanno una forte pendenza; in alcuni punti - specialmente a Braz - si sono formate impressionanti cascate, come la cascata Fallbachwand.

## Storia
Fino al XIII secolo la valle era chiamata Mariental. Il nome derivava da una piccola cappella di montagna posta nella parte posteriore della valle. In seguito alla fondazione di una comunità gerosolimitana, questo luogo prese il nome di Klösterle e la valle quello di Klostertal. La valle non fu molto popolata per la sua utilizzabilità agricola, come la maggior parte delle altre valli del paese. Era poco adatta a causa dell'assenza di un fondovalle. Il suo sviluppo può essere fatto risalire all'estrazione mineraria nel Medioevo (dall'VIII secolo) e alla posizione geografica, posta tra il Tirolo e la regione del Lago di Costanza (trasporto del sale).

## Geografia antropica

Dalaas nella valle Klostertal.

### Comuni
I comuni della Klostertal appartengono tutti al distretto di Bludenz:
- Klösterle (altitudine: 1.073 m)
- Dalaas (altitudine: 916 m)
- Innerbraz (altitudine: 708 m)
- Bludenz (altitudine: 587 m; della città di Bludenz, solo i quartieri di Bings, Radin e Außerbraz appartengono geograficamente alla Klostertal)

Anche Stallehr si trova nella Klostertal, ma amministrativamente appartiene al Montafon.
La Klostertal ha circa 4.700 abitanti (al 2017).

## Monumenti e luoghi d'interesse

### Aree naturali
Il Klostertaler Bergwälde è un'area protetta europea e fa parte di Natura 2000. L'area delle foreste esposte a sud del Klostertal, tra Bludenz e Langen am Arlberg, copre 2.143,3 ettari ad un'altitudine di 645-1833 metri.

## Cultura

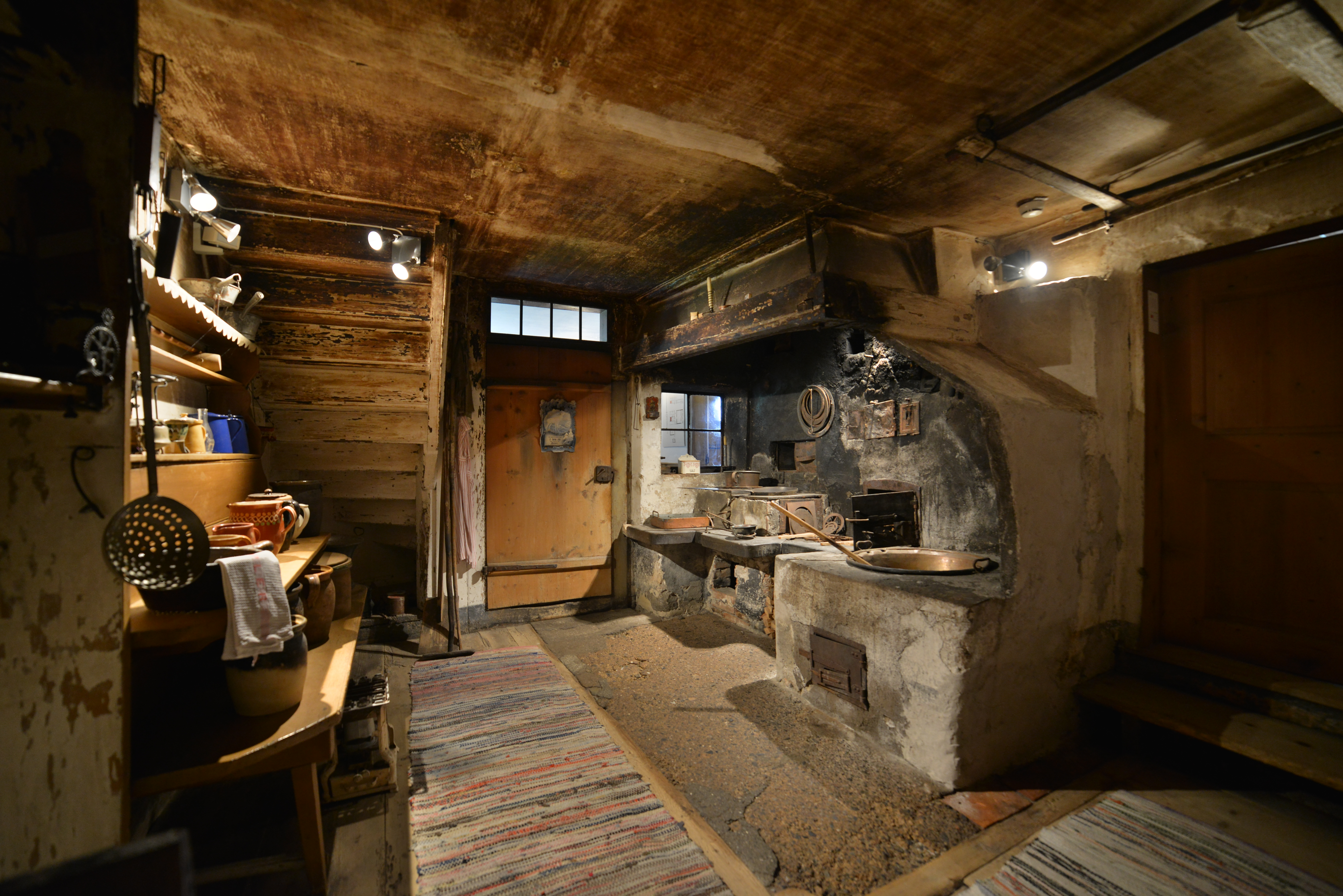
Una antica cucina nel museo Klostertal a Dalaas.

### Musei

#### Museo Klostertal
Il museo Klostertal si trova a Wald am Arlberg nel comune di Dalaas. Le mostre e i temi centrali del museo riguardano:
- la vita rurale e il lavoro nel Klostertal;

- la storia, la storia sociale e le personalità artistiche; la storia dei trasporti, la ferrovia, la posta e il turismo;

- mostre temporanee

### Eventi

#### Passione teatrale
Dal 2003, il mistero della vita, della sofferenza, della morte e della resurrezione di Gesù Cristo viene rappresentato nella Passione di Klostertal sullo sfondo dell'Arlberg. Più di 200 attori dilettanti della Klostertal e della regione dell'Arlberg vi prendono parte e sono accompagnati da personale teatrale professionista. Nel 2023, la Passione di Klösterle celebrerà il suo 20º anniversario.

## Infrastrutture

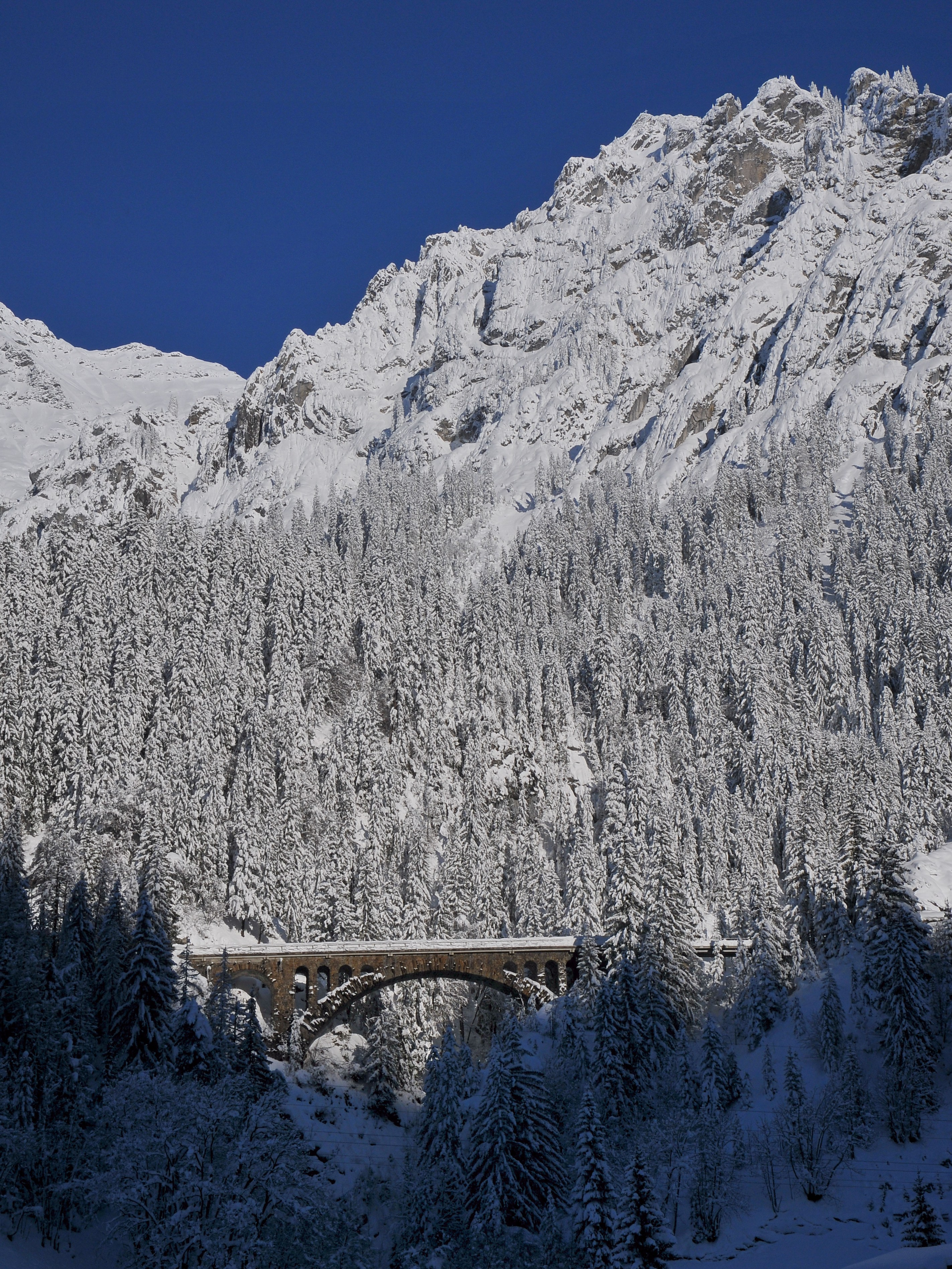
Klösterle, viadotto Wäldlitobel della ferrovia dell'Arlberg

La valle mutò significativamente con l'avvento della ferrovia. La costruzione del tunnel dell'Arlberg e la linea Innsbruck-Landeck ebbero luogo dal 1880 al 1884. Allo stesso tempo, la ferrovia favorì l'accesso alle alte montagne per il nuovo sport emergente: lo sci. Con l'inaugurazione della ferrovia dell'Arlberg, la Klostertal divenne non solo una destinazione per il turismo ma anche per l'immigrazione. Nel XX secolo l'espansione della ferrovia favorì nuovi arrivi, in particolare dal Trentino di lingua italiana.
Il XX secolo ha determitato un costante aumento del traffico di persone e merci, che ha richiesto continui adeguamenti delle infrastrutture. La mancanza di carbone dopo la prima guerra mondiale portò all'elettrificazione della linea dell'Arlberg. L'aumento del traffico automobilistico nel periodo tra le due guerre spinse alla progressiva espansione delle strade.
Oggi la Klostertal è molto importante come luogo di raccordo tra il Vorarlberg e il resto dell'Austria. La Klostertal è servita dalla Arlberg Schnellstrasse S16, dalle strade statali L97 e L197 e dalla linea ferroviaria dell'Arlberg.

## Economia

### Turismo e sport
Dopo che la costruzione della ferrovia fu terminata, una nuova categoria di ospiti arrivò nei comuni della Klostertal. Si trattava dei turisti, attratti nella valle dal paesaggio e dalle strutture ferroviarie degne di essere viste.

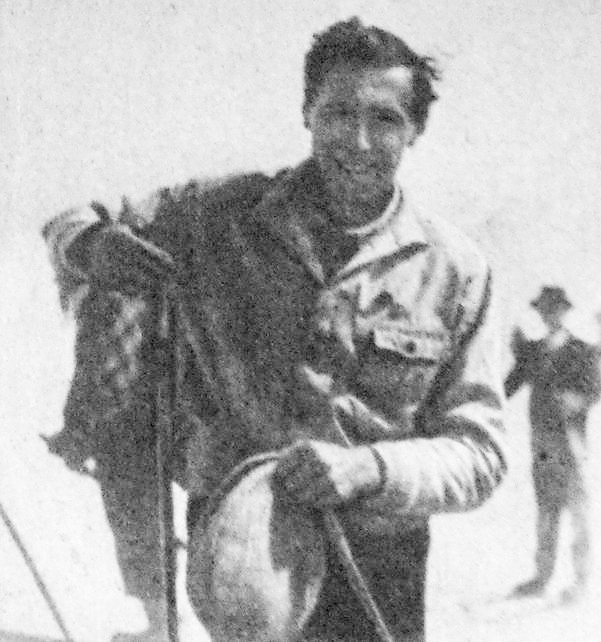
Hannes Schneider (1930)

All'inizio del XX secolo lo sci ha dato origine a un nuovo ramo del turismo la cui immensa importanza caratterizza tutt'oggi la Klostertal. Soprattutto Hannes Schneider, originario di Stuben am Arlberg, fu un pioniere dello sci nonché fondatore della Arlberg School e della sua omonima tecnica, uno stile particolarmente adatto al terreno alpino. Hannes Schneider, divenuto nel frattempo anche un noto attore di film principalmente dedicati allo sci, contribuì a fare dell'Arlberg un centro sciistico di fama internazionale e una rinomata località di vacanze invernali.
La valle, con le sue aspre montagne, i laghi cristallini e le cascate fragorose, è caratterizzata da una natura imponente. Estendendosi dalla città alpina di Bludenz a ovest fino all'Arlberg a est, consente in estate di fare escursioni a piedi o in bicicletta attraverso prati alpini in fiore, foreste di montagna e alte cime rocciose. Nei mesi invernali è possibile sciare sulle piste di neve naturale del monte Sonnenkopf ed effettuare altre passeggiate con racchette da neve.

### Sport invernali
Da Stuben si ha accesso allo Ski Arlberg, il più grande comprensorio sciistico dell'Austria. Da Klösterle si ha accesso a Sonnenkopf, un comprensorio sciistico di neve naturale (non artificiale).
Il comprensorio di sport invernali Ski Arlberg è il “più grande comprensorio sciistico interconnesso dell'Austria e il settimo al mondo”. I comuni di Sankt Anton, Sankt Christoph, Stuben, Zürs, Lech e Oberlech, nonché Schröcken e Warth sono collegati da 88 impianti di risalita e funivie. Ciò si traduce in 305 km di piste da sci e 200 km di piste per la neve fresca. Il comprensorio sciistico dispone anche di numerosi parchi divertimento, piste per slalom giganti, speed check e piste per slittini. 
- “Run of Fame”, un circuito sciistico che porta da St. Anton a Warth passando per Zürs e Lech, percorrendo 85 chilometri e 18.000 metri di altitudine[18]

## Società

### Dialetto
Il dialetto della Klostertal, come quello del vicino Montafon, appartiene all'alto alemanno. Ai più questi dialetti suonano molto simili, ma le persone del posto li differenziano chiaramente.